# 20 kilometer gång för herrar i friidrott vid olympiska sommarspelen 1980
20 kilometer gång för herrar vid olympiska sommarspelen 1980 i Moskva avgjordes 24 juli. 

## Medaljörer
| Gren       | Guld                        | Guld      | Silver                           | Silver    | Brons                       | Brons     |
| 20 km gång | Maurizio Damilano · Italien | 1:23.35,5 | Pjotr Potjintjuk · Sovjetunionen | 1:25.45,4 | Roland Wieser · Östtyskland | 1:25.58,2 |

## Resultat
- Q innebär avancemang utifrån placering i heatet.
- q innebär avancemang utifrån total placering.
- DNS innebär att personen inte startade.
- DNF innebär att personen inte fullföljde.
- DQ innebär diskvalificering.
- NR innebär nationellt rekord.
- OR innebär olympiskt rekord.
- WR innebär världsrekord.
- WJR innebär världsrekord för juniorer
- AR innebär världsdelsrekord (area record)
- PB innebär personligt rekord.
- SB innebär säsongsbästa.
- w innebär medvind > 2,0 m/s

| Placering | Final                        | Tid       |
| --------- | ---------------------------- | --------- |
|           | Maurizio Damilano (ITA)      | 1:23.35,5 |
|           | Pjotr Potjintjuk (URS)       | 1:24.45,4 |
|           | Roland Wieser (GDR)          | 1:25.58,2 |
| 4.        | Jevgenij Jevsjukov (URS)     | 1:26.28,3 |
| 5.        | Josep Marín (ESP)            | 1:26.45,6 |
| 6.        | Raúl González (MEX)          | 1:27.48,6 |
| 7.        | Bohdan Bułakowski (POL)      | 1:28.36,3 |
| 8.        | Karl-Heinz Stadtmüller (GDR) | 1:29.21,7 |
| 9.        | Reima Salonen (FIN)          | 1:31.32,0 |
| 10.       | Roger Mills (GBR)            | 1:32.37,8 |
| 11.       | Giorgio Damilano (ITA)       | 1:33.26,2 |
| 12.       | János Szálas (HUN)           | 1:34.10,5 |
| 13.       | Alf Brandt (SWE)             | 1:34.44,0 |
| 14.       | Pavol Blažek (TCH)           | 1:35.30,8 |
| 15.       | Aristidis Karageorgos (GRE)  | 1:36.53,4 |
| 16.       | Hunde Tore (HUN)             | 1:37.16,6 |
| 17.       | Enrique Peña (COL)           | 1:38.00,0 |
| 18.       | Ranjit Singh (IND)           | 1:38.27,2 |
| 19.       | Ernesto Alfaro (COL)         | 1:42.19,7 |
| 20.       | Jozef Pribilinec (TCH)       | 1:42.52,4 |
| 21.       | Martin Toporek (AUT)         | 1:44.56,0 |
| 22.       | Johann Siegele (AUT)         | 1:45.17,8 |
| 23.       | Tekeste Mitiku (ETH)         | 1:45.45,7 |
| 24.       | Stefano Casali (SMR)         | 1:49.21,3 |
| 25.       | Thipsamay Chanthaphone (LAO) | 2:20.22,0 |
| —         | Lucien Faber (LUX)           | DNF       |
| —         | Wilfried Siegele (AUT)       | DNF       |
| —         | Anatolij Solomin (URS)       | DQ        |
| —         | Daniel Bautista (MEX)        | DQ        |
| —         | Bo Gustafsson (SWE)          | DQ        |
| —         | David Smith (AUS)            | DQ        |
| —         | Domingo Colín (MEX)          | DQ        |
| —         | Werner Heyer (GDR)           | DQ        |
| —         | Juraj Benčík (TCH)           | DQ        |